# Zarok TV
Zarok TV – kurdyjski kanał telewizyjny adresowany do dzieci. Pierwotnie został uruchomiony w 2015 roku, a jego właścicielem jest Başkent Vizyon Radio Television Broadcasting Corporation.
Ramówka stacji składa się z bajek i programów edukacyjnych. Treści są nadawane w dwóch wariantach języka kurdyjskiego: kurmandżi i zazaki (kirmandżki). 
W 2016 roku regulator medialny RTÜK (Radyo ve Televizyon Üst Kurulu) zablokował szereg kurdyjskich stacji na wniosek władz Turcji, które uznały, że niektóre kurdyjskie media stanowią zagrożenie dla bezpieczeństwa kraju (po nieudanej próbie zamachu stanu z 15 lipca). Wśród zamkniętych kanałów znalazła się stacja telewizyjna Zarok TV. Stacja została usunięta pod koniec września 2016, a nadawanie wznowiła w grudniu tegoż roku.